# هلاميات نارية
الهلاميات النارية (الاسم العلمي: Pyrosome) هي غلاليات استعمارية حرة التعويم تعيش عادة في الطبقات العليا من المحيطات المفتوحة والبحار الدافئة، وقد تتواجد أيضا في الأعماق.
يٌطلق عليها بعض العلماء اسم «مخللات البحر».
```
شكل الهلاميات النارية يكون أسطواني أو مخروطي في 
مستعمرات
 وتتكون من مئات الآلاف من كائنات دقيقة تُعرف باسم ( zooids ), ويتراوح طول المستعمرات من أقل من 1 سم إلى عدة أمتار.
```

في عام 2017 ، لوحظ أن هذه الهلاميات النارية قد انتشرت بأعداد غير مسبوقة على طول ساحل المحيط الهادئ لأمريكا الشمالية حتى شمال ألاسكا. وفيما الأسباب لا تزال مجهولة، توصل العلماء إلى فرضية واحدة هي أن ذلك ربما نتج جزئياً عن ارتفاع ملحوظ في حرارة المياه على طول الساحل لعدة سنوات سابقة.
يتخوف العلماء من أنه في حالة حدوث انتشار كبير لهذه الهلاميات على نطاق واسع، فإن موتها أيضا سيخلق منطقة ملوثة وميتة بسبب تحلل أجسادها الذي يستهلك كثير من الأوكسجين الذائب في مياه البحر.